# Tarzan al centro della Terra
Tarzan al centro della Terra (Tarzan at the Earth's Core) è un romanzo scritto da Edgar Rice Burroughs e pubblicato nel 1930. È contemporaneamente il tredicesimo episodio del ciclo di Tarzan e il quarto del Ciclo di Pellucidar. Il romanzo è stato pubblicato in italiano nel 2022 da Landscape Books.

## Trama
In risposta a una richiesta di aiuto radio da Abner Perry, uno scienziato che con il suo amico David Innes ha scoperto il mondo interiore di Pellucidar al centro della Terra, Jason Gridley organizza una spedizione per salvare Innes dai Korsars (corsari), la piaga dei mari interni. Al proprio fianco, egli arruola anche Tarzan, e una favolosa nave aerea viene costruita allo scopo di raggiungere Pellucidar attraverso l'apertura polare che connette il mondo esterno a quello interno. L'equipaggio della nave aerea è principalmente composto da tedeschi, ma si conta anche la presenza dei guerrieri Waziri di Tarzan, con il loro capo Muviro quali partecipanti della spedizione.
Giunti a Pellucidar, Tarzan e Gridley si ritrovano a essere entrambi separati dal resto della spedizione e devono lottare contro le creature preistoriche e gli abitanti del mondo interno. Gridley conquista l'amore di una donna delle caverne lì autoctona, Jana il fiore rosso di Zoram. Dopo che tutti riescono a riunirsi nuovamente, il gruppo ha successo nel recuperare Innes.
Nel mentre in cui Tarzan e gli altri si preparano per ritornare a casa, Gridley decide di restare per cercare Frederich Wilhelm Eric von Mendeldorf und von Horst, uno degli ultimi membri della spedizione rimasto perduto (l'avventura di Von Horst è oggetto del sequel, Back to the Stone Age, che non coinvolge né Gridley né Tarzan).

## Adattamento a fumetti
Il libro è stato adattato nei fumetti di Tarzan editi dalla Gold Key Comics nei numeri 179-181, datati novembre 1969-gennaio 1970, per la sceneggiatura di Gaylord DuBois e i disegni di Doug Wildey.

## Copyright
Il copyright per questa storia è scaduto in Australia, e ora è considerata di pubblico dominio entro tali territori. Il testo è disponibile grazie al Progetto Gutenberg.

## Edizioni

### Edizioni italiane
- Tarzan al centro della Terra, collana Altair, traduzione di Sofia Riva, Landscape Books, 2022, ISBN 9791280243393.